# Caso de espionagem de Zhao Jianmin

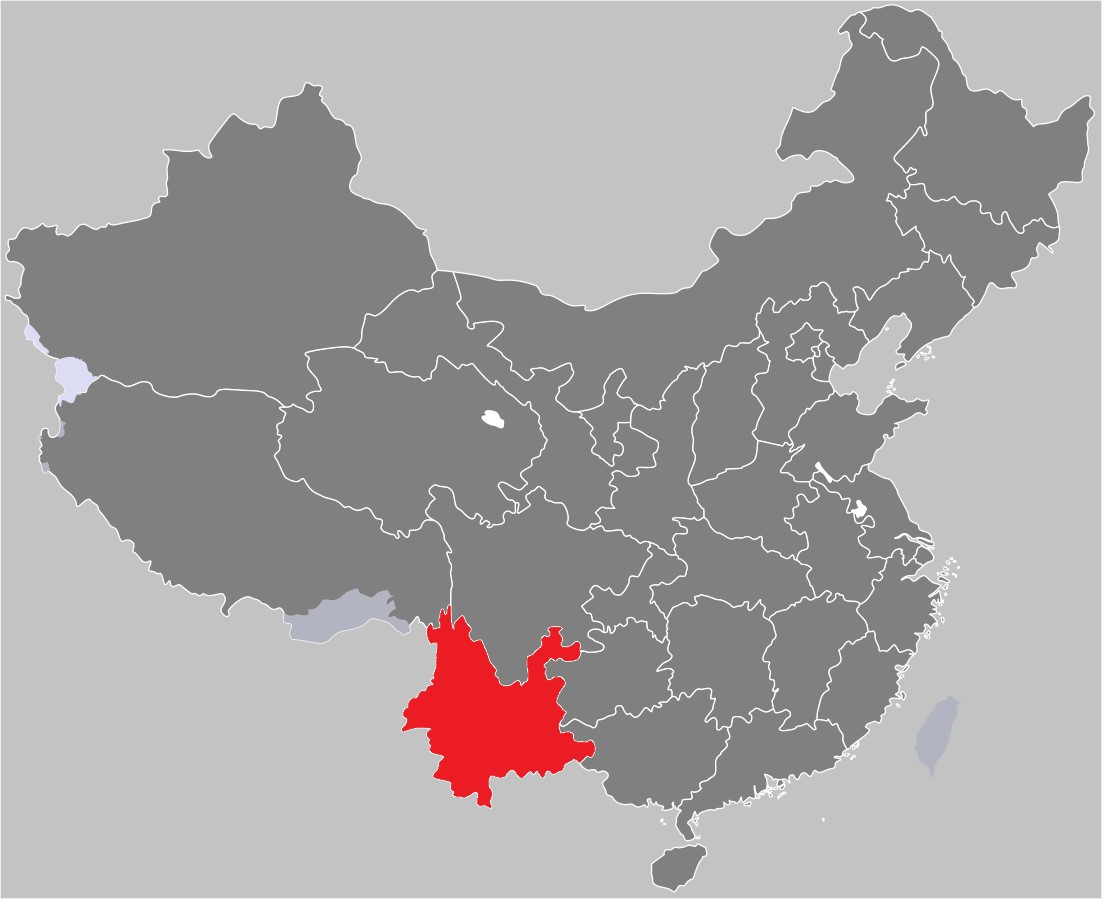
Província de Yunnan (em vermelho)

O caso de espionagem de Zhao Jianmin (chinês tradicional: 趙健民特務案, chinês simplificado: 赵健民特务案, pinyin: Zhào Jiànmín tèwu àn), ou caso errado de Zhao Jianmin (chinês tradicional: 趙健民冤案, chinês simplificado: 赵健民冤案, pinyin: Zhào Jiànmín yuān'àn), foi um grande caso de espião fabricado na província de Yunnan durante a Revolução Cultural Chinesa, com mais de 1,387 milhões de pessoas implicadas e perseguidas, o que representou 6% da população total em Yunnan no Tempo. De 1968 a 1969, mais de 17.000 pessoas morreram no massacre, enquanto 61.000 pessoas ficaram aleijadas para o resto da vida; somente em Kunming (capital de Yunnan), 1.473 pessoas foram mortas e 9.661 pessoas ficaram incapacitadas.

## Breve história

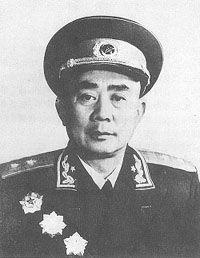
Tan Furen, um tenente-general do Exército de Libertação Popular, foi o responsável pelo expurgo.

Em março de 1967, Zhao Jianmin (赵健民), então secretário provincial do Partido Comunista em Yunnan, sugeriu a Kang Sheng (康生) pessoalmente que o Partido Comunista Chinês (PCCh) deveria resolver as questões da Revolução Cultural de maneira democrática, mas não recebendo resposta imediata do último. No entanto, Kang Sheng fez um relatório secreto sobre Zhao para Mao Tsé-Tung depois, alegando que Zhao era contra o Comitê Central do PCCh, contra o presidente Mao e contra a Revolução Cultural.
Em agosto de 1967, Mao Zedong, bem como o Comitê Central do PCCh, aprovou que a mídia nacional e local pode criticar publicamente o "caminho capitalista" entre as principais autoridades provinciais da China. Um total de 55 funcionários de alto escalão foram criticados, incluindo Zhao Jianmin.
Em 1968, Zhao Jianmin foi rotulado por Kang Sheng e seus aliados como "um espião do Kuomintang (KMT)" e também como "traidor", e foi considerado um dos "procuradores locais" de Liu Shaoqi, o segundo presidente da China. Zhao foi então preso por 8 anos. Liu foi perseguido até a morte em 1969 como um "traidor" e "caminho capitalista".
Ao mesmo tempo, uma busca em grande escala e expurgo de membros da fabricada "Agência de Espionagem Zhao Jianmin KMT em Yunnan" foi realizada, resultando na prisão e perseguição de mais de 1,38 milhão de civis e oficiais. Tan Furen (谭甫仁), um tenente-general do Exército de Libertação Popular, foi nomeado por Mao Zedong e pelo Comitê Central do PCCh para assumir o expurgo.

## Conseqüência
Em 17 de dezembro de 1970, Tan Furen e sua esposa foram assassinados.
Após a Revolução Cultural, Zhao Jianmin foi oficialmente reabilitado durante o período "Boluan Fanzheng" e posteriormente tornou-se vice-diretor do Terceiro Ministério de Construção de Máquinas.